# Hokejski klub Acroni Jesenice
Hokejski klub Acroni Jesenice je nekdanji hokejski klub iz Jesenic.

## Zgodovina
V sezoni 1940/41 so gornjesavski hokejski navdušenci sestavili prvo moštvo, kar štejemo za začetek hokeja na Jesenicah. Prvo drsališče je bilo urejeno na mestu, kjer je danes nogometno igrišče in tam so začeli prvi jeseniški igralci sestavljati svojo ekipo. 
Uradno je klub nastal leta 1948, ko so v okviru športnega društva »Jože Gregorčič« ustanovili Hokejsko drsalno sekcijo. Prvič je ekipa nastopila na uradnem tekmovanju še isto leto. Na pokalnem turnirju v Celju so v konkurenci ekip Maribora, Brežic in Celja zasedli prvo mesto. Prvo uradno tekmo na Jesenicah so hokejisti odigrali 29. januarja 1949. 
Zaradi dobrih uspehov kluba se je vodstvo ob pomoči jeseniške Železarne odločilo za gradnjo novega športnega objekta z umetno ledeno ploskvijo, ki so ga začeli graditi v začetku petdesetih let 20. stoletja. Leta 1954 je bil objekt dokončan in je postal prvi športni objekt s prvo pravo ledeno ploskvijo v Jugoslaviji, ki je bila tudi opremljena z električno razsvetljavo.
V sezoni 1956/57 je v klub prišel trener iz takratne Češkoslovaške, Zdenek Blaha. V sezoni 1956/57 so hokejisti Jesenic najprej osvojili naslov slovenskih prvakov ter si s tem zagotovili sodelovanje na državnem prvenstvu v Beogradu. Na tem prvenstvu so najprej premagali ekipo Crvene zvezde s 5 proti 1. V drugi tekmi so igrali neodločeno z ljubljansko Olimpijo. Ob koncu turnirja so s 6 proti 2 premagali še HK Partizan in osvojili prvi naslov državnih prvakov. Temu uspehu je sledilo petnajst zaporednih naslovov državnih prvakov med letoma 1957 in 1971. HK Jesenice je bil kasneje prvak Jugoslavije še v sezonah 1973, 1977, 1978, 1981, 1982, 1985, 1987 ter 1988. V sezoni 1973/74 so hokejisti Jesenic v tretji tretjini prvenstvene tekme proti Olimpiji zapustili ledeno ploskev. Hokejska zveza Jugoslavije je najprej tekmo, ki se je kasneje izkazala za odločilno za naslov prvaka, prisodila s 5:0 v korist Olimpije. Na pritožbo jeseniškega kluba je nato zveza odločila za ponovitev tekme, v kateri so Jesenice premagale Olimpijo s 6:5, kar bi jim prineslo naslov prvaka, toda na pritožbo Olimpije je bil ponovno potrjen prvotni sklep komisije, ki je tekmo registriralo s 5:0 za Olimpijo.

### Jesenice po osamosvojitvi Slovenije
Jesenice so v samostojni Sloveniji osvojile naslov državnih prvakov v sezonah 1991, 1992 ter 1993. Kasneje so slabo kadrovanje, finančne težave ter številni odhodi hokejistov v ljubljansko Olimpijo in v tuje klube jeseniški hokej pripeljali na rob propada, ki se je končal z izključitvijo moštva iz državnega prvenstva v sezoni 1998/99.
Klub si je opomogel šele v sezoni 2004/2005, ko so iz Olimpije v Jesenice prestopili štirje igralci. V tej sezoni so Jesenice dosegle zgodovinski uspeh. Brez poraza so osvojile dva naslova prvakov, prvaka Mednarodne hokejske lige. Sezona 2006/07 je pomenila nov mejnik v jeseniškem hokeju, klub je bil povabljen v Avstrijsko hokejsko ligo, kjer nastopajo od tedaj, najboljši rezultat pa je uvrstitev v četrtfinale v sezonah 2007/08 in 2008/09. Med sezonama 2007/08 in 2010/11 je klub osvojil štiri zaporedne naslove slovenskega prvaka. 

### Propad
Po zadnjih mestih v ligi EBEL v sezonah 2010/11 in 2011/12, klub v sezoni 2012/13 zaradi finančnih težav ni bil več član lige EBEL. Po prvotnih načrtih bi nastopal v novoustanovljeni ligi INL, toda klubu ni uspelo poravnati zahtevanih obveznosti do lige. Zadnjič je tekmoval na Poletni ligi Rudi Hiti 2012, kjer so osvojili drugo mesto, toda hokejisti so trenirali in nastopali brez podpisanih pogodb s klubom. Po poročanju medijev si je klub do konca sezone 2011/12 nakopal okoli 2,5 milijona € dolga, zaradi česar je bil izključen iz lige. 31. avgusta 2012 je klub HK Acroni Jesenice razglasil stečaj in bil razpuščen. Mladinski klub HK Jesenice Mladi je bil pravno ločen od članskega, zato nadaljuje s šolo za hokejsko mladinsko selekcijo na Jesenicah.

## Statistika

### Liga EBEL
| Sezona  | Redni del | Redni del | Redni del | Redni del | Redni del | Redni del | Redni del | Redni del | Redni del | Končnica | Končnica | Končnica | Končnica | Končnica | Končnica | Končnica | Končnica | Uvrstitev   |
| Sezona  | T         | Z         | P         | PPP       | OZ        | DG:PG     | GR        | TOČ       | POZ       | T        | Z        | P        | PPP      | OZ       | DG:PG    | GR       | TOČ      | Uvrstitev   |
| ------- | --------- | --------- | --------- | --------- | --------- | --------- | --------- | --------- | --------- | -------- | -------- | -------- | -------- | -------- | -------- | -------- | -------- | ----------- |
| 2006/07 | 56        | 29        | 23        | 4         | 55,36%    | 194:192   | +2        | 62        | 5         | −        | −        | −        | −        | −        | −        | −        | −        | 5. mesto    |
| 2007/08 | 46        | 23        | 18        | 5         | 55,43%    | 124:141   | -17       | 52        | 6         | 5        | 2        | 3        | 0        | 40,00%   | 16:17    | -1       | −        | Četrtfinale |
| 2008/09 | 54        | 24        | 24        | 6         | 50,00%    | 179:197   | -18       | 54        | 6         | 5        | 1        | 4        | 0        | 20,00%   | 11:21    | -10      | −        | Četrtfinale |
| 2009/10 | 54        | 16        | 31        | 7         | 36,11%    | 148:205   | -57       | 39        | 9         | −        | −        | −        | −        | −        | −        | −        | −        | 9. mesto    |
| 2010/11 | 54        | 20        | 25        | 9         | 44,44%    | 161:196   | -35       | 49        | 10        | −        | −        | −        | −        | −        | −        | −        | −        | 10. mesto   |
| 2011/12 | 48        | 12        | 29        | 7         | 29,27%    | 101:179   | -78       | 31        | 11        | −        | −        | −        | −        | −        | −        | −        | −        | 11. mesto   |
| Skupaj  | 312       | 124       | 150       | 38        | 45,26     | 907:1110  | -203      | 287       | −         | 10       | 3        | 7        | 0        | 30,00%   | 27:38    | -11      | −        |             |

## Trenerji
| - Jiŕi Pleticha (1963/64 - 1965/66) - Rudi Černy (1966/67) - Oldrich Mlcoch (1967/68 - 1968/69) - Ciril Klinar (1969/70 - 1971/72) - Boris Afanasijev (1972/73 - 1973/74) - Jože Trebušak (1974/75) - Rudi Černy (1975/76) - Vlastimil Bubnik (1976/77 - 1977/78) - Ciril Klinar (1978/79) - Boris Svetlin (1979/80 - 1981/82) - Albin Felc (1982/83) - Boris Svetlin (1983/84 - 1984/85) - Roman Smolej (1984/85 - 1986/87) | - Vaclav Červeny (1987/88) - Rudi Hiti (1988/89) - Ciril Klinar (1989/90) - Vaclav Červeny (1989/90) - Jan Selvek (1990/91) - Vladimir Krikunov (1991/92 - 1992/93) - Sergej Borisov (1993/94 - 1994/95) - Drago Mlinarec (1995/96) - Paul Arsenault (1996/97) - Franci Žbontar (1996/97) - Zdenek Uher (1997/98) - Drago Mlinarec (1997/98) - Pavle Kavčič (1998/99) | - Vaclav Červeny (1999/00 - 2000/01) - Pavle Kavčič (2001/02) - Roman Pristov (2002/03 - 2005/06) - Matjaž Kopitar (2006/07) - Kim Collins (2007/08) - Doug Bradley (2007/08 - 2008/09) - Ildar Rahmatuljin (2009/10) - Mike Posma (2009/10) - Heikki Mälkiä (2010/11 - 2011/12) - Bojan Magazin (2011/12) - Roman Pristov (2012/13) |